# Iwan Burtschin
Iwan Assenow Burtschin (bulgarisch Иван Асенов Бурчин; * 9. Dezember 1952 in Misija) ist ein ehemaliger bulgarischer Kanute.

## Erfolge
Iwan Burtschin nahm bei den Olympischen Spielen 1972 in München mit Fedja Damjanow im Zweier-Canadier auf der 1000-Meter-Strecke teil. Sie erreichten nach dritten Plätzen in den Vor- und Halbfinalläufe den Endlauf, den sie ebenfalls auf dem dritten Platz abschlossen. Dabei überquerten sie nach 3:58,10 Minuten hinter dem sowjetischen Duo Vladislovas Česiūnas und Juri Lobanow sowie den Rumänen Serghei Covaliov und Ivan Patzaichin die Ziellinie. Vier Jahre darauf ging er bei den Olympischen Spielen in Montreal mit Krassimir Christow in zwei Wettbewerben an den Start und erreichte in beiden das Finale. Über 500 Meter wurden sie Sechste, auf der 1000-Meter-Distanz belegten sie den siebten Platz.
Zwischen den beiden Olympiateilnahmen gewann Burtschin bei den Weltmeisterschaften 1975 in Belgrad mit Stefan Iliew im Zweier-Canadier über 10.000 Meter die Bronzemedaille.